# Madeleine Bernasconi
Madeleine Bernasconi, née le 15 septembre 1939 à Genève (originaire de Novazzano), est une femme politique suisse, membre du Parti libéral-radical (PLR). Elle siège au Conseil national de 1999 à 2003.

## Biographie
Madeleine Bernasconi naît le 15 juillet 1939 à Genève. Elle est originaire de Novazzano, près de Chiasso dans le canton du Tessin.
Issue d'une famille lucernoise et fribourgeoise, elle passe son enfance rue de Zurich dans le quartier des Pâquis. Elle s'installe à Meyrin dans les années 1960 avec son mari originaire du canton du Tessin.

### Carrière professionnelle
Elle travaille comme samaritaine, d'abord sur une base volontaire, puis comme instructrice et, à partir de 1977, professionnellement. Elle se tourne ensuite vers le secteur bancaire. En 1997, elle devient cheffe de la protection civile du canton de Genève pendant un an.

### Carrière politique
Bernasconi est élue au Conseil municipal de la ville de Meyrin pour le PLR en 1987. En 1990, elle devient membre du Conseil administratif de Meyrin,,. En 1992, elle prend la présidence du parti cantonal. De 1997 à 1999, elle est membre du Grand Conseil. Aux élections fédérales de 1999, elle est élue au Conseil national,. En 2003, elle arrête la politique et quitte également le Conseil administratif de Meyrin.
Elle appartenait à l'aile gauche de son parti.